# Hannah Henry
Hannah Rose Henry (27 de octubre de 1999) es una deportista canadiense que compite en triatlón. Ganó una medalla de plata en los Juegos Panamericanos de 2019 en el relevo mixto.

## Palmarés internacional
| Juegos Panamericanos | Juegos Panamericanos | Juegos Panamericanos | Juegos Panamericanos |
| Año                  | Lugar                | Medalla              | Prueba               |
| -------------------- | -------------------- | -------------------- | -------------------- |
| 2019                 | Lima (Perú)          | Medalla de plata     | Relevo mixto         |